# Transporte ferroviário no Uruguai

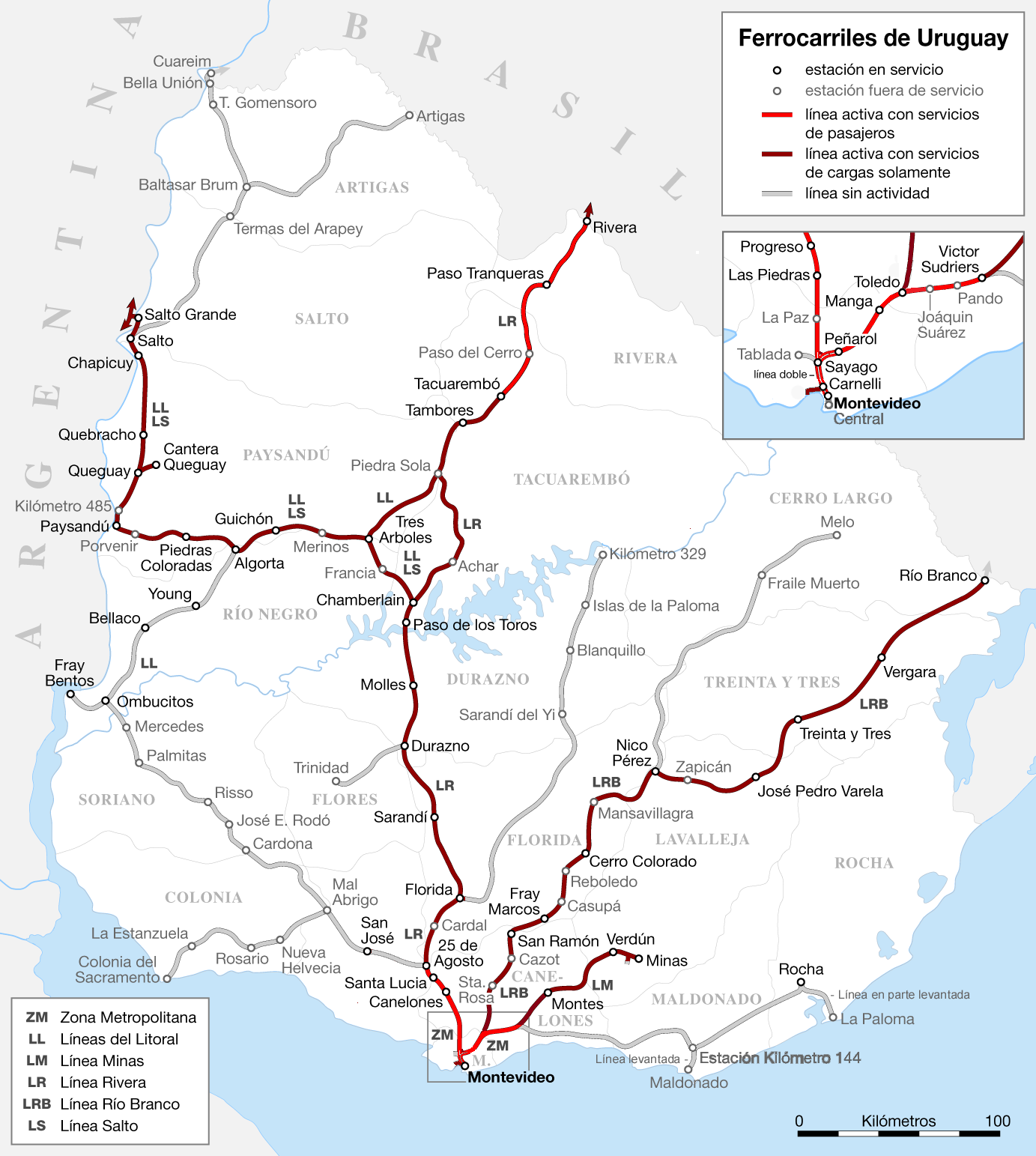

A rede ferroviária do Uruguai possui 2,993 km de extensão total, sendo totalmente em bitola internacional (1435 mm), embora somente 1640,9 km sejam utilizados atualmente. É divido em 6 grandes linhas ,além de pequenos ramais industriais. Possui conexões com a Argentina e o Brasil, sendo administrado atualmente pela empresa estatal Administración de Ferrocarriles del Estado.

## História

### Início
Desde o início da década de 1860 ingleses e franceses apresentaram projetos de construção de ferrovias no Uruguai, mas o governo uruguaio rechaçou esses projetos devido ao clima de instalidade política que reinava no país naquela época. Em 1865 o militar uruguaio Senen María Rodríguez apresenta ao presidente Venancio Flores um projeto de construção de uma ferrovia de 205 km ligando Montevidéu à Durazno, passando pelas localidades de Las Piedras, Canelones, Santa Lucía e Florida.
O projeto foi aprovado pelo governo uruguaio em 4 de outubro de 1866 e assim foi constituída a empresa Compañía del Ferrocarril Central del Uruguay. As obras do primerio trecho forma iniciadas em 25 de abril de 1867  em um local à 450 metros da atual ponte sobre o Arroyo Miguelete em Paso del Molino.. No dia 27 de novembro desse mesmo ano chega da Inglaterra 2 locomotivas 0-3-0 da marca Manning Wardle. Essas locomotiva foram batizadas de nº1 -General Flores e nº 2 Montevideo.
O primeiro trecho de 18 km entre Bella Vista e Las Piedras, foi inaugurado em 1 de janeiro de 1869. Para continuar os trabalhos de expansão da linha e devido á falta de capital noi  país, foram feitos vários empréstimos em  Londres, onde, como forma de controle, foi montado um escritório da empresa.
Tendo em vista os problemas financeiros e os altos custos para o governo uruguaio, os ingleses adquiriram a maioria das ações. A empresa Central Uruguay Railway, a maior das empresas britâncias que operaram no país, foi criada formalmente em 1 de janeiro de 1878. 
Desde então, surgiram várias empresas que, apesar de terem sido iniciadas por capitais nacionais, terminaram sob controle britânico para encontrar capital fora do país para concluir as obras.

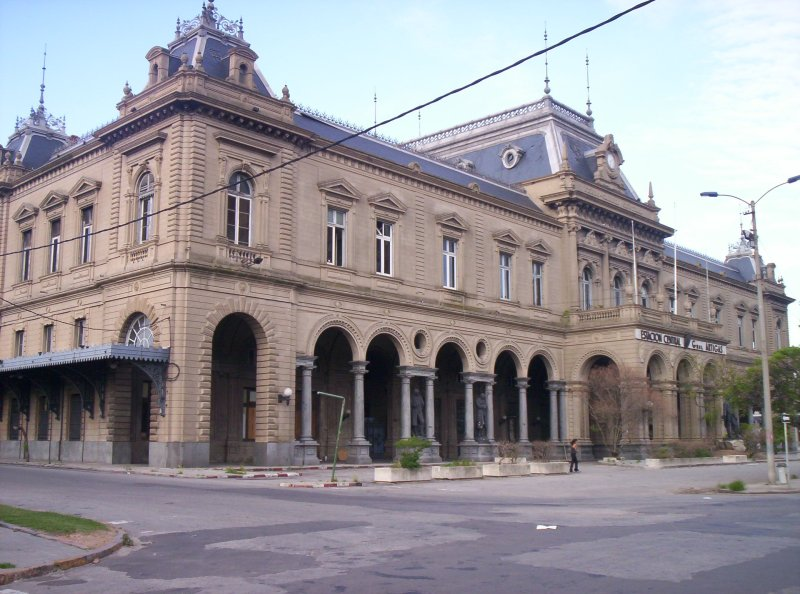
Estação Central General Artigas em Montevidéu, inaugurada em 1897.

## A expansão da rede
Em 1884, o Governo aprovou a Lei de traçado geral de ferrovias, que rege a concepção e implantação da rede ferroviária nacional. Esse plano estabeleceu um sistema radial, onde todas as linhas convergem em Montevidéu, considerada uma cidade portuária dominante. Em 25 anos de funcionamento, o Estado poderia desapropriar as linhas. Deu uma útil garantia de 7%, em uma estimativa de £ 5,000 por km. Por isso, se o custo e a qualidade das obras diminuíram, os lucros aumentaram, levando a um número excessivo de curvas e linhas que têm rampas construídas pelas empresas britânicas não terem sido praticando o retificações de traçado, aterros, pontes e túneis que indicavam um traçado de linhas técnicas. Isto reflete-se em desvantagem, pois impede os trens de imprimir velocidades mais altas, além de menor aproveitamento da força motriz das locomotiva, com maior consumo de combustível e desgaste dos materiais. Com ampliações posteriores da foram incorporadas outras linhas para a lista. Em 1897 foi inaugurada a majestosa Estação Central de Montevidéu, que substituiu o pequeno terminal incendiado no final de 1891.

## A intervenção estatal

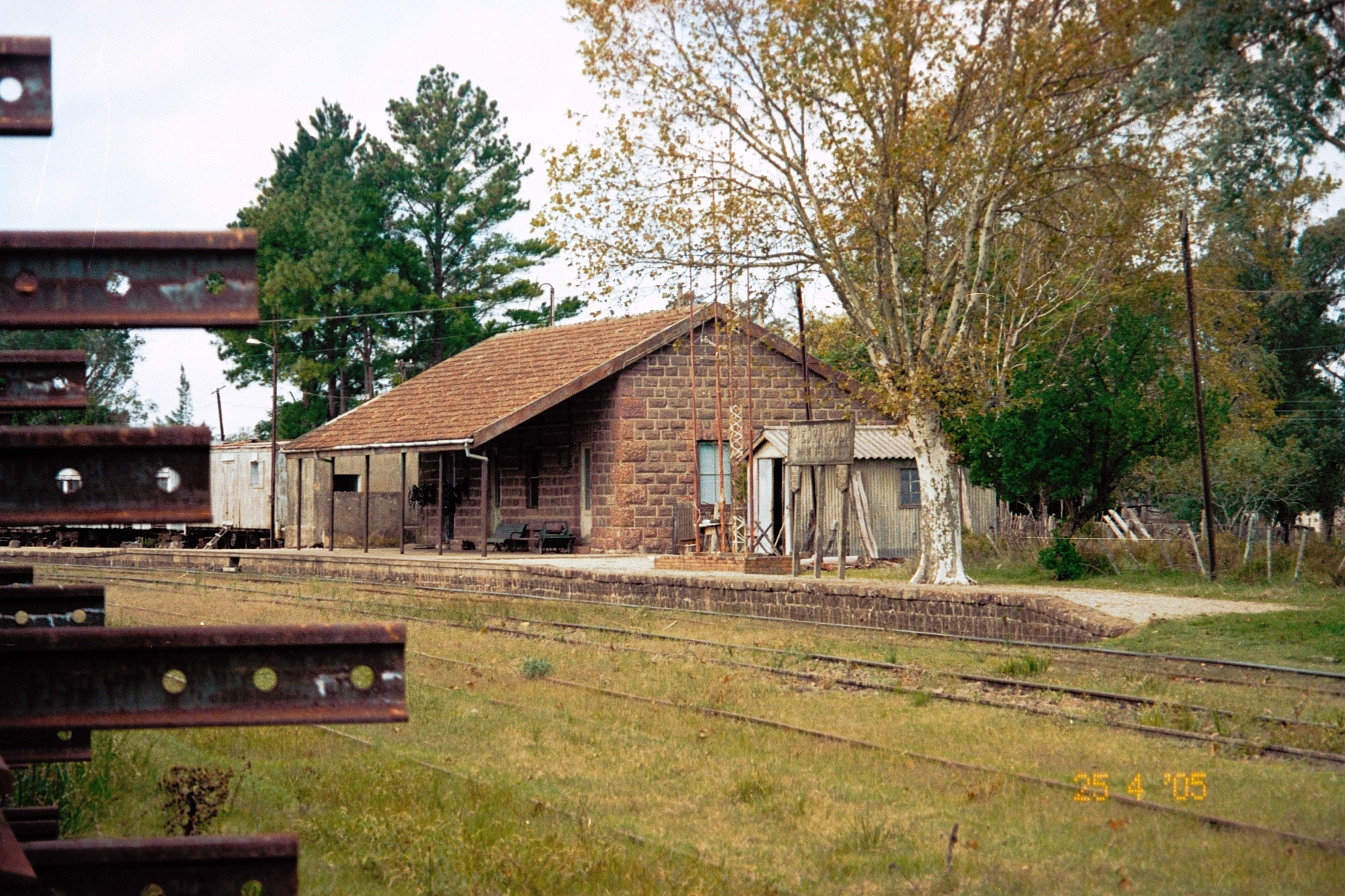
Estação Piedra Sola.

Em 1915 o estado assumiu a construção da linha Montevideo - Santiago Vázquez, a qual incorporou em 1920 outros dois ramais deficitários, criando assim a Administración de Ferrocarriles y Tranvías del Estado (FTE). Essa empresa teria papel importante na expansão da rede ferroviária uruguaia pelos próximos anos. No ano seguinte o engenheiro Lasgoity elaborou um projeto de construção de uma rede ferroviária estatal que atenderia as zonas não atendidas pelas ferrovias inglesas além de integrar as linhas existentes dos Ferrocarriles del Estado, e lhes daria entrada própria à cidade de Montevidéu. Porém o projeto não foi levado adiante, obrigando os trens estatais a entrarem em Montevidéu pelas vias do Central Uruguay Railway e para competir com este , o governo preferiu construir rodovias paralelas para ônibus e caminhões subsidiados pelo estado pudessem competir naquela época com os trens.
Os Ferrocarriles del Estado introduziram 5 tipos de automotrizes, primeiro com motores utilizando nafta e depois diesel, entre 1928 e 1938.  Além de circular nas linhas estatais as automotrizes eram arrendadas às empresas britânicas. Sua incorporação melhorou e acelerou o transporte de passageiros no país.
Em 1948 exisitiam 4 empresas de capital estrageiro no Uruguai: Central Uruguay Railway Limited (mais conhecido pela sigla CUR, com 1574 km, tendo adquirido 3 empresas menores), o Midland Uruguay Railway (506 km), o North Western Uruguay Railway (182 km) e o North Uruguay Railway (114 km), além das linhas estatais (623 km).

### Nacionalização
Em 31 de março de 1949 toda a rede ferroviária nacional foi transferida para o Uruguai, como parte do pagamento da dívida contraída pelo Reino Unido durante a Segunda Guerra Mundial. No entanto, duas empresas de propriedade estatal continuam a existir (a linha Ferrocarril Central que absorveu as linhas nacionalizadas e o Ferrocarriles y Tranvías del Estado), até a criação da Administración de Ferrocarriles del Estado em 19 de setembro de 1952.

## A administração estatal
Quando chegaram as primeiras locomotivas diesel Alco e General Electric, entre 1951 e  1954, não foram executadas obras de modernização das vias como substituição de dormentes e trilhos além da construção de novas vias e assim o material rodante se deteriorou rapidamente. Por outro lado, restou a importância da manutenção das automotrizes, que eram um símbolo de excelência no transporte ferroviário uruguaio, porém os custos de manutenção e operação faziam-nas perderem a concorrência frente aos ônibus que circulam sobre as rodovias subsididas e modernizadas continuamente pelo estado.

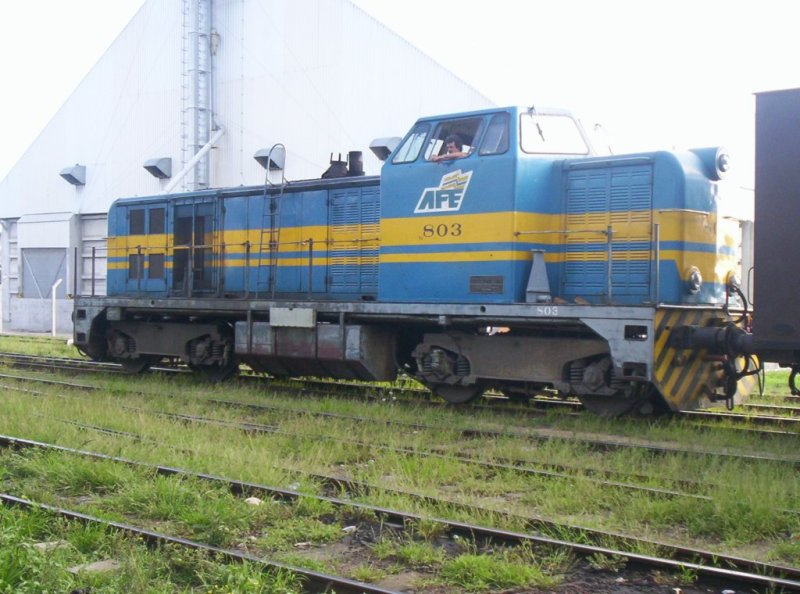
Locomotiva Alsthom série 800 (nº 803) da AFE na estação Lorenzo Carnelli (ex-Bella Vista).

Em 1963 com a importação de 25 locomotivas Alsthom para as linhas do litoral, foi concluída a dielização total que teve curta duração já que a intensidade de uso a que foram submetidas somado ao péssimo estado das vias e a falta de peças de reposição com dívidas com os fornecedores, levou a paralisação de muitas locomotivas diesel.
Em 1968 circulou por seis meses em testes uma automotriz Fiat Materfer de fabricação argentina, nas linhas Montevidéu - Rivera e Montevidéu - Punta del Este, cobrindo esse último trajeto de 163 km em 2h20min. A automotriz foi devolvida depois e a AFe nunca foi autorizada a adquirir veículos similares. Pouco tempo depois foi aprovada a retirada dos trilhos entre Maldonado e Punta del Este, que não foi executada devido  à oposição dos funcionários da AFE. Entre 1969 e 1972 a falta de material rodante impedia o cumprimento normal dos serviços ferroviários, o que obrigou a AFE incorporar locomotivas a vapor abandonadas.